# Pyrenaica
Pyrenaica es la revista oficial de la Federación Vasca de Montaña (Euskal Mendizale Federazioa). Se publica desde 1926, contándose entre las revistas decanas del montañismo a nivel internacional, tomando como referencia el Alpine Journal británico (primera revista específica mundial que data de 1863), la eslovena Planinski vestnik de 1895, el Canadian Alpine Journal de 1907 y Peñalara (primera publicación española, fechada en 1913). Se edita de manera trimestral, con las aportaciones altruistas de montañeros. 
Su tirada ronda los 32 000 ejemplares trimestrales, distribuyéndose en aproximadamente 750 localidades de Vizcaya, Álava, Guipúzcoa y Navarra, además de otras 250 localidades en 16 países de Europa, América y Asia. Los cuatro números anuales reúnen un total de 384 páginas.

## Historia
Nacida en el año 1926, la continuidad de la publicación de Pyrenaica ha estado sometida a diferentes avatares históricos, clasificables en cinco épocas. 
La primera abarcó desde su nacimiento en 1926 hasta el año 1930. La frecuencia fue prácticamente trimestral, a excepción del año 1930, en que se publicó un único número anual. Los números 1 y 3 de 1926 fueron seguidos de sendos suplementos. Esta costumbre de publicar suplementos continuó durante los años 1927, 1928 y 1929, cuyos últimos números tuvieron también este apéndice. El primer director e impulsor de Pyrenaica fue el bilbaíno José Ramón Murga, quien además propuso el nombre de la revista. Sin embargo, a partir de 1928, figura como director de la misma el también bilbaíno Manuel de la Sota y Aburto.
La publicación se vuelve a editar en 1935. El aspecto de las revistas de esta segunda época es más parecido a un diario, e incluyen más fotografías. En 1935 se publicaron dos números y en 1936 tan solo uno, interrumpiéndose nuevamente con el estallido de la Guerra Civil. El impulsor de esta segunda época, y director de la revista durante el breve lapso de tiempo en que pudo publicarse, fue Francisco María Labayen.
Ya en la postguerra, hubo que esperar al 1951 para reiniciar nuevamente la publicación. En el mismo tamaño, pero con un formato más propio a la inclusión de fotografías en blanco y negro. En esta tercera época, se publican con regularidad cuatro ejemplares anuales, que no siguen una continuidad numérica (año tras año numeradas 1, 2, 3 y 4).  El reinicio de la publicación se materializó al parecer gracias al impulso y dedicación de José María Peciña, pero su temprano fallecimiento forzó el relevo en la dirección, que quedó en manos de José Uría, desde 1953 hasta 1967. Los boletines de 1955 y 1956 fueron seguidos de sendos suplementos. En 1967 se publicaron solo dos números, porque debido al conocido como «escándalo de la ikurriña», a la vuelta de los Andes peruanos la Federación Vasca de Montaña y sus entidades dependientes, entre ellas Pyrenaica, vieron interrumpidas sus actividades como institución.
Pasaron así cinco años hasta que nuevamente un grupo de montañeros vascos se articulase para reiniciar la publicación, bajo la dirección de Casimiro Bengoetxea. Es la cuarta época, que comienza con el segundo número o trimestre de 1972. Se continúa con esta frecuencia trimestral, salvo dos ejemplares dobles que dieron juntos el segundo y tercero de 1973, y el tercero y cuarto de 1978. Con el cuarto número de 1975 se recupera la numeración continua: es el 101 que además comienza a utilizar, sobre todo en las portadas, la fotografía en color. En 1979 Jesús Polo se hace cargo de la dirección de la revista.
En el año 1980 y sin que representara interrupción en la edición, se inicia la quinta época con el cambio del tamaño de la revista. Es la época y tamaño actual. En ese primer año, se dedicó un número doble (120-121, 3º y 4º de 1980) a la conquista del Everest por la expedición vasca. A partir de 1981 es director de la revista Antonio Ortega. Desde entonces la continuidad ha sido estricta, viendo la luz ininterrumpidamente de manera trimestral. A partir de 1988 se imprime a todo color el interior de la revista y empieza a publicarse anualmente un número con carácter monográfico.
El 8 de noviembre de 2014, en la Asamblea de la EMF-FVM celebrada en Elgóibar, se decide la incorporación de la revista Pyrenaica a los estatutos de la propia federación como órgano de comunicación de la misma y en reconocimiento del patrimonio cultural y montañero que representa. Un año más tarde se aprueba de forma unánime recoger en estatutos que el director de la revista —al igual que todo el equipo de redacción y colaboradores— ejercerá dicha responsabilidad de forma altruista, recogiendo una tradición de casi un siglo.
Desde abril de 2015 hasta abril de 2022 está al frente de la dirección Luisa Alonso Cires. En este periodo se producen importantes cambios en la publicación, no sólo a nivel estético y gráfico, sino que se consolida la participación de mujeres tanto en el equipo de redacción como en la autoría de artículos publicados. Así mismo, en esta etapa aumenta significativamente el número de artículos escritos en euskara, fruto de la nueva generación de montañeras y montañeros vascos. En la actualidad, la dirección la asume Iván Ruiz Rotaeche.

## Equipo editorial
- Edita: Federación Vasca de Montaña
- Presidente: Zigor Egia
- Director: Iván Ruiz Rotaeche
- Redactores: Paulo Etxeberria, Begoña Fernández, Ioritz Gonzalez, Xabi Mujika, Iñigo Jauregui e Iñigo Santxo.